# Piłka nożna w Polsce (2010/2011)
Piłka nożna w Polsce - sezon 2010/2011
- Mistrz Polski: Wisła Kraków
- Wicemistrz Polski: Śląsk Wrocław
- Zdobywca Pucharu Polski: Legia Warszawa
- Zdobywca Superpucharu Polski: ?
- Spadek z Ekstraklasy: Arka Gdynia, Polonia Bytom
- Awans do Ekstraklasy: ŁKS Łódź, Podbeskidzie Bielsko-Biała
- Mistrz jesieni w Ekstraklasie: Jagiellonia Białystok
- Mistrz jesieni w I lidze: ŁKS Łódź
- start w eliminacjach Ligi Mistrzów: Wisła Kraków
- start w Lidze Europejskiej: Śląsk Wrocław, Legia Warszawa, Jagiellonia Białystok
- Zwycięzca Młodej Ekstraklasy: Zagłębie Lubin

- Ekstraklasa w piłce nożnej (2010/2011)
- I liga polska w piłce nożnej (2010/2011)
- II liga polska w piłce nożnej (2010/2011)
- III liga polska w piłce nożnej (2010/2011)
- Puchar Polski w piłce nożnej (2010/2011)
- Superpuchar Polski w piłce nożnej 2011